# Штокельсдорф
Штокельсдорф (нім. Stockelsdorf) — громада в Німеччині, розташована в землі Шлезвіг-Гольштейн. Входить до складу району Східний Гольштейн.
Площа — 56,7 км2. Населення становить 16 982 ос. (станом на 31 грудня 2020).

## Відомі особистості
В поселенні народилась:
- Еріка Бем-Фітензе (1923—2017) — американська астроном німецького походження.